# Людина йде за птахами
Людина йде за птахами (узб. Инсон қушлар ортидан боради) — радянський художній фільм 1975 року, знятий кіностудією «Узбекфільм».

## Сюжет
Юний поет Фарух у птахів навчився вільної пісні, у народу — силі слова і надії на краще майбутнє. Тернистий шлях проходить поет в пошуках щастя і правди. Зустрівшись з жорстокістю і несправедливістю, Фарух розуміє, що чекати щастя безглуздо. Він бере в руки меч і клянеться боротися за справедливість і щастя свого народу…

## У ролях
- Джанік Файзієв — Фарух
- Ділором Камбарова — Амадеря
- Абдугані Саїдов — Хабіб, друг Фаруха
- Наргіс Авазова — Гульча, врятова під час потопу дівчинка
- Меліс Абзалов — Аллаяр-бай
- Хікмат Латипов — мандрівний старий-жебрак
- Бахтійор Іхтіяров — батько Фаруха
- Болот Бейшеналієв — охоронець Аллаяр-бая
- Леонард Бабаханов — епізод
- Максуд Атабаєв — людина-птах
- Шухрат Іргашев — багатий наречений
- Ях'йо Файзуллаєв — мешканець кишлака
- Джамал Хашимов — мешканець кишлака
- Машраб Юнусов — мула на весіллі
- Гульча Ташбаєва — мати Фаруха
- Шариф Кабулов — мешканець кишлака
- Учкун Рахманов — танцюючий старий на весіллі

## Знімальна група
- Режисер — Алі Хамраєв
- Сценарист — Тимур Зульфікаров
- Оператор — Юрій Клименко
- Композитор — Руміль Вільданов
- Художник — Емонуель Калонтаров